# Бриньоульфюр Дарри Виллюмссон
Бриньоульфюр Дарри Виллюмссон (исл. Brynjólfur Darri Willumsson; род. 12 августа 2000, Коупавогюр, Хёвюдборгарсвайдид) — исландский футболист, нападающий клуба «Гронинген» и сборной Исландии.

## Клубная карьера
Виллюмссон — воспитанник клуба «Брейдаблик». 13 июня 2018 года в матче против «Филькира» он дебютировал в чемпионате Исландии. 7 августа 2019 года в поединке против «Акюрейри» Бриньоульфюр забил свой первый гол за «Брейдаблик». В 2021 году Виллюмссон перешёл в норвежский «Кристиансунн». 9 мая в матче против «Мольде» он дебютировал в Типпелиге. 4 сентября 2022 года в поединке против «Саннефьорда» Бриньоульфюр забил свой первый гол за «Кристиансунн».
27 июня 2024 года Виллюмссон перешёл в нидерландский «Гронинген», подписав трёхлетний контракт с возможностью продления ещё на один год. 9 августа дебютировал в Эредивизи в домашнем матче с НАК, выйдя на замену место Лучано Валенте на 64-й минуте. 14 сентября забил дебютные голы в чемпионате, оформив дубль в матче с «Фейеноордом».

## Международная карьера
В 2021 году Гюннарссон в составе молодёжной сборной Исландии принял участие в молодёжном чемпионате Европы в Венгрии и Словении. На турнире он сыграл в матче против команды Дании, России и Франции.
14 января 2024 года в товарищеском матче против сборной Гватемалы Виллюмссон дебютировал за сборную Исландии. 17 января в поединке против сборной Гондураса Бриньоульфюр забил свой первый гол национальную команду.

### Голы за сборную Исландии
| № | Дата           | Место                             | Противник | Счёт | Результат | Соревнование      |
| - | -------------- | --------------------------------- | --------- | ---- | --------- | ----------------- |
| 1 | 17 января 2024 | Чейз Стэдиум, Форт-Лодердейл, США | Гондурас  | 0:2  | 0:2       | Товарищеский матч |